# Gregs Tagebuch 3 – Ich war’s nicht!
Gregs Tagebuch 3 – Ich war’s nicht! (Originaltitel: Diary of a Wimpy Kid: Dog Days) ist eine US-amerikanische Literaturverfilmung des Regisseurs David Bowers aus dem Jahr 2012. Der Film basiert auf dem dritten sowie vierten Teil der Buchreihe Gregs Tagebuch von Jeff Kinney.

## Handlung
Die Sommerferien stehen vor der Tür, das letzte Schuljahr ist so gut wie vergessen und Greg Heffley freut sich auf die freien Monate. Während Greg seine Ferien am liebsten vor dem Fernseher verbringen würde, hat sein Vater jedoch andere Vorstellungen von gut genutzten Ferien und so kommt es, dass sich Greg gegen seinen Willen auf einem Campingausflug mit seiner alten Pfadfindertruppe wiederfindet. Doch ein glücklicher Zwischenfall sorgt dafür, dass der Ausflug ein jähes Ende findet und Greg endlich mit seinem Freund Rupert rumhängen und die freie Zeit am Pool des Country-Clubs verbringen kann. Als dort auch noch Holly Hills auftaucht, in die Greg schon lange verliebt ist, scheint sein Leben perfekt. Doch immer, wenn alles zu schön scheint, ist es das wohl auch: Gregs älterer Bruder Rodrick schummelt sich in den Club, dann verliert Greg auch noch seine Badehose – und damit fängt das Schlamassel erst richtig an.

## Produktion
Die Dreharbeiten begannen am 8. August 2011 in Vancouver und dauerten bis zum 7. Oktober 2011.
Der offizielle Kinostart in den Vereinigten Staaten fand am 3. August 2012 statt. In Deutschland kam der Film am 20. August 2012 in die Kinos. Seit dem 25. Januar 2013 ist der Film im deutschsprachigen Raum auf Blu-ray und DVD erhältlich.
Am 7. Juni 2013 erschien das offizielle Hörspiel zum Kinofilm, bei dem Marco Eßer die Rolle von Greg und dem Ich-Erzähler übernommen hat.

## Synchronisation
Die deutschsprachige Synchronfassung entstand unter der Leitung von Marius Clarén beim Unternehmen Berliner Synchron AG Wenzel Lüdecke.
| Rolle            | Schauspieler             | Deutscher Synchronsprecher |
| ---------------- | ------------------------ | -------------------------- |
| Greg Heffley     | Zachary Gordon           | Marco Eßer                 |
| Rodrick Heffley  | Devon Bostick            | Ricardo Richter            |
| Frank Heffley    | Steve Zahn               | Gerrit Schmidt-Foß         |
| Susan Heffley    | Rachael Harris           | Peggy Sander               |
| Manny Heffley    | Connor und Owen Fielding | Vicco Clarén               |
| Rupert Jefferson | Robert Capron            | Henning Katz               |
| Holly Hills      | Peyton List              | Mathilda von Benda         |
| Patty Farrell    | Laine MacNeil            | Soraya Richter             |
| Fregley          | Grayson Russell          | Amadeus Siegel             |
| Chirag Gupta     | Karan Brar               | Minh Tan Phan              |
| Heather Hills    | Melissa Roxburgh         | Nicole Hannak              |
| Mr. Draybick     | John Shaw                | Kai Taschner               |

## Hintergrund
- Obwohl der Film erst der dritte der Reihe ist, trägt er den Namen des vierten Buch. Dies liegt daran, dass die Verfilmung ein Mix aus dem dritten Buch Jetzt reicht’s! und dem Nachfolger Ich war’s nicht! ist.
- Jeff Kinney, der Autor der Buchreihe, hatte einen Kurzauftritt als Jonathon Hills (Holly und Heather Hills Vater).

## Unterschiede zum Buch
- Nachdem Holly Hills Greg „Fregley“ nennt, will er im Buch nicht mehr mit ihr zusammen sein. Im Film ist er immer noch in sie verliebt.
- Die Handlung wurde etwas verändert, eigentlich ist es nicht Gregs Vater, der die Ausflüge arrangiert, sondern seine Mutter.
- Greg verliert im Buch seine Badehose nicht, außerdem ist Rodrick im Buch kein einziges Mal im Club zu sehen.
- Aus der Bezeichnung „Golf-Club“ wie er im Buch genannt wird, wird im Film ein „Country-Club“.
- Am Ende des dritten Buches und am Anfang des vierten Buches taucht ein Mädchen namens Trista auf, dieses erscheint im Film jedoch nicht.

## Rezeption

### Kritik
Der Film erhielt gemischte Kritiken. Bei Rotten Tomatoes kommt der Film auf eine Wertung von 52 Prozent.
Neil Genzlinger von der New York Times bemängelte in erster Linie die Arbeit des Regisseurs: „Die Ausführung ist nicht großartig. David Bowers, der Regisseur, erlaubt zu viel unglaubhaftes Schauspiel.“ (englisch „The execution isn’t great. David Bowers, the director, allows too much hammy acting.“) Stephanie Zacharek von der Los Angeles Times schrieb: „[Der Film] beendet die Siegesserie oder vermindert sie zumindest“ (englisch „Ends the series’ winning streak, or at least slows it down to a panting, dog-day crawl.“) Sean O’Connell von der Washington Post bewertete den Film mit folgenden Worten: „Das Verbringen der Zeit mit Kinney’s Charakteren wurde zu einem jährlichen Vergnügen.“ (englisch „Spending time with Kinney’s characters has become an annual treat.“)
Bei dem Online-Portal Filmstarts wurde der Film mit 1,5 von 5 Sternen bewertet:

„Gregs Tagebuch 3 gleicht einem Kindergeburtstag, bei dem zu viel Cola ausgeschenkt wurde: Kopflos und aufgekratzt wird im Minutentakt von Sommer-Episode zu Sommer-Episode gesprungen, ohne dass auch nur eine davon einem roten Faden folgen würde. Ständig wird der ohnehin holprige Erzählfluss für kleinere Attraktionen unterbrochen, die den hastig entworfenen und bestenfalls mäßig lustigen Film in die Länge strecken, ohne inhaltlich etwas beizutragen. Bei der hier vorherrschenden erzählerischen Sprunghaftigkeit ist es kein Wunder, dass auch die Beziehungen zwischen den Figuren nie in die Gänge kommen. Im Vordergrund steht dieses Mal die Beziehung zwischen Greg und seinem etwas tölpelhaften Vater, aber auch die bleibt deutlich unterbelichtet. Immerhin ist es dennoch eine der wenigen klaren Stärken des Films, dass der spielfreudige Steve Zahn hier so viel Leinwandzeit eingeräumt bekommt. Fazit: Gregs Tagebuch – Ich war’s nicht ist ein eilig heruntergekurbeltes Franchise-Produkt ohne jede erzählerische Linie und mit einem Hauptdarsteller, der seiner Rolle bereits entwachsen ist – nur Steve Zahn sorgt für etwas Belebung.“

Die Deutsche Film- und Medienbewertung FBW in Wiesbaden verlieh dem Film das Prädikat wertvoll.

### Auszeichnungen und Nominierungen
| Tabellarische Übersicht der Auszeichnungen und Nominierungen | Tabellarische Übersicht der Auszeichnungen und Nominierungen | Tabellarische Übersicht der Auszeichnungen und Nominierungen                                                                       | Tabellarische Übersicht der Auszeichnungen und Nominierungen                | Tabellarische Übersicht der Auszeichnungen und Nominierungen |
| Jahr                                                         | Auszeichnung                                                 | Für | Kategorie                                                                   | Resultat                                                     |
| ------------------------------------------------------------ | ------------------------------------------------------------ | --- | --------------------------------------------------------------------------- | ------------------------------------------------------------ |
| 2013                                                         | Nickelodeon Kids’ Choice Awards                              | Gregs Tagebuch 3 – Ich war’s nicht!                                                                                                | Favorite Movie                                                              | Nominiert                                                    |
| 2013                                                         | Nickelodeon Kids’ Choice Awards                              | Zachary Gordon | Favorite Movie Actor                                                        | Nominiert                                                    |
| 2013                                                         | Young Artist Award                                           | Zachary Gordon | Best Performance in a Feature Film – Leading Young Actor                    | Nominiert                                                    |
| 2013                                                         | Young Artist Award                                           | Robert Capron | Best Performance in a Feature Film – Supporting Young Actor                 | Gewonnen                                                     |
| 2013                                                         | Young Artist Award                                           | Karan Brar | Best Performance in a Feature Film – Supporting Young Actor                 | Nominiert                                                    |
| 2013                                                         | Young Artist Award                                           | Laine MacNeil | Best Performance in a Feature Film – Supporting Young Actress               | Nominiert                                                    |
| 2013                                                         | Young Artist Award                                           | Connor und Owen Fielding | Best Performance in a Feature Film – Supporting Young Actor Ten and Under   | Nominiert                                                    |
| 2013                                                         | Young Artist Award                                           | Dalila Bela | Best Performance in a Feature Film – Supporting Young Actress Ten and Under | Nominiert                                                    |
| 2013                                                         | Young Artist Award                                           | Zachary Gordon, Robert Capron, Peyton List, Karan Brar, Laine MacNeil, Connor und Owen Fielding, Devon Bostick und Grayson Russell | Best Performance in a Feature Film – Young Ensemble Cast                    | Gewonnen                                                     |

## Fortsetzung
Ende 2012 sagte List, dass keine Fortsetzung geplant wäre. Gordon erwähnte, dass die Wahrscheinlichkeit einer Fortsetzung sehr gering sei, da die Schauspieler langsam zu alt für die Rollen seien. Kinney, der Autor der Buchreihe, sagte, dass er sich eine Fortsetzung in Form eines Animationsfilmes wünsche. 2017 wurde Gregs Tagebuch – Böse Falle! veröffentlicht, der allerdings eine neue Besetzung aufweist.